# (400038) 2006 QM155
(400038) 2006 QM155 es un asteroide perteneciente al cinturón de asteroides, descubierto el 18 de agosto de 2006 por el equipo del Spacewatch desde el Observatorio Nacional de Kitt Peak, Arizona, Estados Unidos.

## Designación y nombre
Designado provisionalmente como 2006 QM155.

## Características orbitales
2006 QM155 está situado a una distancia media del Sol de 2,697 ua, pudiendo alejarse hasta 3,265 ua y acercarse hasta 2,129 ua. Su excentricidad es 0,210 y la inclinación orbital 19,56 grados. Emplea 1618,54 días en completar una órbita alrededor del Sol.

## Características físicas
La magnitud absoluta de 2006 QM155 es 16,6.